# 沈國成
沈國成（英文：Michael Shum Kwok Shing）（1963年—），為香港體育評述員，除替now寬頻電視的電視頻道評述賽車外，亦是雪朗汽車總經理，亦曾任李英健經理人。他胞兄是練馬師沈集成。

## 簡歷
沈國成於1986年於英國飛機工程畢業，為英國民航局(RAA)註冊飛機維修工程師。90年代中任汽車代理工作，90年代末兼任賽車評述員，06年任雪朗汽車總經理。曾參與汽車代理工作的品牌：日產、富士、薩博汽車、歐寶。在日本曾接受正統賽車訓練，也曾帶領賽車隊伍到東南亞各地比賽。2004年，自幼有騎馬的沈國成參加《馬壇廣播新人王》入行，入到最後五強。2017年，他加盟now TV668台，正式加入馬評人行列。

## 網球教練生涯
沈國成活躍於網球，曾參與国际网球联合会賽事，同是為荃灣地區網球隊教練，於2016年參與香港中華游樂會全港網球公開賽CRC OPEN 2016，HK ITF Seniors 2016及2016 Shenzhen Seniors Circuit。2023年10月，他透過youtube頻道就香港網球發表意見「不是賽馬直擊之香港網球之死路一條」。

## 體育評述

### 電視節目

#### ESPN及衛視體育台
- 賽車

- 一級方程式
- MotoGP
- A1GP

#### Eurosport
- 賽車

- WTCC